# Lista de classes de fragatas por país
A Lista de fragatas por país contém todas as classes de fragatas, organizadas por seu país de origem.

## Alemanha (Marinha Alemã)
- Classe F120 Köln (6 navios)
- Classe Bremen (8 navios)
- Classe Brandenburg (4 navios)
- Classe Sachsen (3 navios)
- Classe F125  Baden-Württemberg (4 navios)

## Argentina (Armada Argentina)
- Classe Azopardo (2 navios)
- Classe Almirante Brown (4 navios em serviço)
- Classe Espora (6 navios em serviço)

## Austrália (Marinha Real Australiana)
- Classe River
- Classe Adelaide (5 navios)
- Classe Anzac (8 navios)

## Brasil (Marinha do Brasil)
- Classe Greenhalgh  (4 navios)
- Classe Niterói  (6 navios)
- Classe Pará(desativado)
- Classe Barroso (1 navio)(desativado)
- Classe Tamandaré (4 Navios, com a primeira entrega prevista para 2024)[1]

## Canadá (Marinha Real do Canadá)
- Classe River (60 navios)
- Classe Loch (3 navios)
- Classe Halifax (12 navios)

## Dinamarca (Marinha Dinamarquesa)
- Classe Absalon (2 navios)

## Espanha (Armada Espanhola)
- Classe Marte - 2 navios
- Classe Jupiter - (2 navios)
- Classe Eolo - (2 navios)
- Classe Pizarro - (8 navios)
- Classe Atrevida - (6 navios)
- Classe Baleares - (5 navios)(Classe Knox modificada)
- Classe Santa Maria (6 navios)
- Classe Álvaro de Bazán (5 navios)

## Estados Unidos (Marinha dos Estados Unidos)
- Classe Freedom
- Classe Olempic

## França (Marinha Nacional da França)
- Classe Cassard (2 navios)
- Classe Georges Leygues (7 navios)
- Classe La Fayette (5 navios)
- Classe Floreal (6 navios)
- Classe Commandant Rivière (9 navios)

## Países Baixos (Marinha Real Neerlandesa)
- Classe Van Amstel (6 navios)
- Classe Van Speijk (6 navios)
- Classe Tromp (2 navios)
- Classe Kortenaer (10 navios)
- Classe Jacob van Heemskerck (2 navios)
- Classe Classe Karel Doorman (2 navios)
- Classe De Zeven Provinciën (4 navios)

## Portugal
- Classe Bartolomeu Dias (2 navios)
- Classe Vasco da Gama (3 navios)

## Reino Unido (Marinha Real Britânica)
- Classe River (92 navios)
- Classe Colony (21 navios)
- Classe Captain (78 navios)
- Classe Loch (24 navios)
- Classe Bay (21 navios)
- Classe Duke

## República da China (Taiwan) (Marinha da República da China)
- Classe Cheng Kung (7 navios)
- Classe Kang Ding (6 navios)
- Classe Chi Yang (8 navios)
- Classe Chien Yang (12 navios)

## Rússia/União Soviética (Marinha Russa)
- Classe Admiral Grigorovich (4 navios)
- Classe Admiral Gorshkov (3 navios)
- Classe Neustrashimy (2 navios)
- Classe Legkiy (2 navios)
- Classe Bessmennyy (10 navios)
- Classe Bditel'nyy (19 navios)
- Classe Koni (1 navio)
- Classe Mirka (18 navios)
- Classe Petya (37 navios)
- Classe Riga (68 navios)
- Classe Kola (8 navios)
- Classe Tartarstan/Gepard (2 navios)

## Tailândia (Marinha Real Tailandesa)
- Naresuan class (2 navios)
- Phutthayotfa Chulalok class (2 navios)
- Classe Kraburi (2 navios)
- Classe Chao Phraya (2 navios)
- Classe Makut Rajakumarn (1 navio)
- Classe Tapi (2 navios)